# Túpac Yupanqui

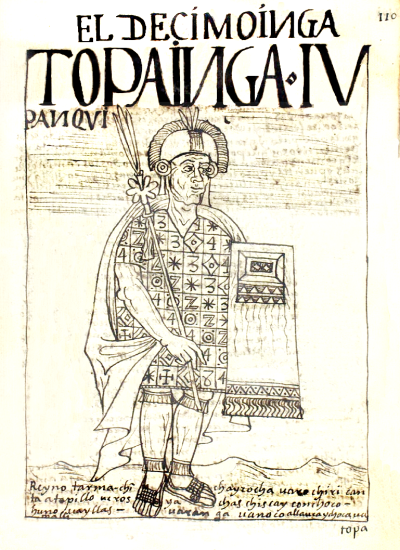
Tupaq (bzw. Thupa) Yupanki

Expansion des Inkareichs unter Túpac Yupanqui als Feldherr (1463–1471) und als Herrscher (1471–1493)

Túpac (Inca) Yupanqui, in peruanischer Schreibung Tupaq Yupanki oder Tupaq Inka Yupanki (auch: Thupa Yupanki, Túpac Yupanqui oder Topa Inca Yupanqui; * in Cusco; † 1490 in Chinchero), war ein Inka-Herrscher während der Blütezeit des Inkareiches vor der Eroberung durch die Spanier und regierte von 1471 bis 1490.

## Hintergrund
Unter der Herrschaft seines Vaters Pachacútec Yupanqui war er ein außergewöhnlicher Kriegsherr und wurde daher Apukispay, Führer der Imperialen Truppen, genannt. Nachdem durch seine Kriegszüge das Reich entscheidend erweitert und gefestigt worden war, verstarb sein Vater, der ein hohes Alter erreicht hatte, und Túpac Yupanqui übernahm 1471 als 10. Inka die Herrschaft des Reiches. Unter seiner Führung errang das Inkareich die größte Ausdehnung. Durch Eroberungszüge konnte er das Gebiet zwischen Kitu (Quito) im heutigen Ecuador und Santiago im heutigen Chile dem Reich einverleiben. Er eroberte unter anderem das Königreich des Gran Chimú, einen hoch entwickelten Staat an der Nordküste des heutigen Peru. Darüber hinaus besiegte er in blutigen Kämpfen bei der Ortschaft Guapondelig um das Jahr 1480 die Kañari im heutigen Ecuador. Die maximale Ausdehnung des Reiches umfasste etwa ein Gebiet von 985.000 km2. Túpac Yupanqui war mit seiner Schwester Mama Ocllo verheiratet, mit der er mehrere Söhne hatte.
Hohe Würdenträger der unterlegenen Stämme wurden während seiner Regierungszeit nach Cusco berufen und mit wichtigen Verwaltungsfunktionen betraut. Dieser geschickte Schachzug sorgte nicht nur für innere Ruhe, sondern ließ Künstler, Denker und Wissenschaftler ansiedeln. 
Er stirbt 1493. Ihm folgte sein Sohn Huayna Cápac (1493–1527) als 11. Sapa Inka auf den Thron. Túpac Yupanqui hinterließ seinem Sohn ein gut organisiertes Reich und eine kampfstarke Armee von 300.000 Mann.

## Expedition nach Polynesien
Laut einem Bericht des spanischen Chronisten Pedro Sarmiento de Gamboa sollen die Inkas zu seiner Regierungszeit Inseln Polynesiens mit einer Flotte aus Balsaflößen erreicht haben. Túpac Yupanqui habe alle Seefahrer, insbesondere jene aus fernen Ländern zu sich bringen lassen. Unter diesen befand sich ein Mann, der berichtete ihm, dass er aus einem Land jenseits des Meeres gekommen sei und dass es auf dem Weg dorthin viele Inseln gäbe. Der Inka habe befohlen, zahlreiche Flöße zu bauen.
Dem Forscher Thor Heyerdahl gelang es im Jahr 1947 mit der Kon-Tiki, diese Fahrt nachzustellen und so zu beweisen, dass der Pazifik auch mit einfachen Flößen überquert werden kann. Beweise für Kontakte Polynesiens mit dem präkolumbischen Amerika gibt es aber nicht; genetische und linguistische Analysen belegen nur Einflüsse aus Asien. Auch die Nutzung der südamerikanischen Süßkartoffel in Polynesien kann nicht als Beleg gelten, seitdem nachgewiesen wurde, dass die Süßkartoffel schon vor der menschlichen Besiedlung auf Inseln Polynesiens heimisch war.

## Rezeption
Eine Darstellung des nach der Sonne greifenden Túpac Yupanqui wurde als Galionsfigur des Segelschulschiffs Unión (2016) der Peruanischen Marine ausgewählt.